# Trypanidius kitayamai
Trypanidius kitayamai es una especie de escarabajo longicornio del género Trypanidius, tribu Acanthocinini, subfamilia Lamiinae. Fue descrita científicamente por Bezark en 2019.

## Descripción
Mide 13,55 milímetros de longitud.

## Distribución
Se distribuye por Guatemala y México.